# Lillian Schwartz
Lillian F. Schwartz (Cincinnati, 13 de julio de 1927-Manhattan, 12 de octubre de 2024) fue una artista estadounidense considerada pionera del arte mediante ordenador y una de las primeras artistas notables por basar casi toda su obra en medios computacionales. Muchos de sus innovadores proyectos se realizaron en las décadas de 1960 y 1970, mucho antes de que la revolución de los ordenadores de escritorio pusiera el hardware y el software a disposición de los y las artistas.

## Infancia, juventud y formación artística.
Durante su infancia durante la época de la Gran Depresión, Schwartz exploró diversas formas de expresión artística utilizando materiales accesibles y económicos como pizarra, barro, palos y tiza. Posteriormente, se embarcó en la formación para convertirse en enfermera durante el período de la Segunda Guerra Mundial, donde descubrió la utilidad de sus conocimientos en anatomía, biología y el manejo de yeso en la creación artística. Durante su asignación en Japón durante la posguerra, en una región entre Hiroshima y Nagasaki, contrajo polio, lo que temporalmente la dejó paralizada. Como parte de su proceso de recuperación, Schwartz se sumergió en el estudio de la caligrafía bajo la tutela del reconocido artista Tshiro.
Tras retornar a los Estados Unidos, Schwartz prosiguió su exploración artística incursionando en otros medios, entre ellos la escultura en metal y plástico. Durante esta etapa, se vio enfrentada a una cirugía para extirpar un tumor de tiroides, posiblemente relacionado con su exposición a solventes plásticos. 

## Carrera
En 1966, Schwartz dio inicio a su trabajo con cajas de luz y dispositivos mecánicos, como motores de explosión, y se integró al grupo Experiments in Art and Technology (EAT), que congregaba a artistas, ingenieros e ingenieras como colaboradores. En 1968, su escultura cinética Próxima Centauri fue incluida en una destacada exposición de arte de máquinas en el Museo de Arte Moderno de Nueva York, titulada "La máquina vista al final de la era mecánica". Posteriormente, esta escultura fue utilizada como efecto especial en un episodio de Star Trek, donde sirvió como prisión para el cerebro de Spock. 
En 1968, Schwartz fue reclutada por Leon Harmon para unirse a los Laboratorios Bell. Durante su tiempo allí, colaboró estrechamente con ingenieros como John Vollaro, entre otros, y estableció una asociación significativa con Ken Knowlton, un ingeniero de software y artista informático que también había participado en la exposición del Museo de Arte Moderno en 1968. Esta colaboración resultó en una serie de películas animadas por computadora, cada una creada a partir de algoritmos visuales generativos escritos por Knowlton y refinados por Schwartz.
Al mismo tiempo, Schwartz se matriculó en clases de programación en The New School for Social Research. Comenzó a producir pinturas y películas utilizando una combinación de técnicas que incluían pintura a mano, collage digital, procesamiento de imágenes por computadora y técnicas de posprocesamiento óptico. Inicialmente, trabajó con el lenguaje de gráficos por computadora desarrollado por Knowlton en 1963, BEFLIX, así como con sus posteriores lenguajes gráficos EXPLOR y SYMBOLICS.
Para 1975, Schwartz y Knowlton habían cocreado diez de las primeras películas animadas por computadora generadas digitalmente, las cuales se exhibieron como obras de arte. Estas películas incluían títulos como Pixillation, Olympiad, UFOs, Enigma, Googolplex, Apotheosis, Affinities, Kinesis, Alae y Metamorphosis.
Aunque es importante destacar que las 10 películas mencionadas no implicaban la edición digital de imágenes o secuencias de imágenes, ya que Schwartz las había editado en formato físico de manera tradicional, su trabajo en períodos posteriores ha sido elogiado por su combinación creativa con diversas tecnologías, a menudo de vanguardia. Se ha sugerido que este enfoque anticipó lo que más tarde se convertiría en una práctica común en programas de edición como Photoshop y Final Cut Pro.
Schwartz dejó un legado significativo en la investigación científica, particularmente en el ámbito de la percepción del color y del sonido. Su experiencia y conocimientos fueron aprovechados como consultora en varias instituciones destacadas, incluyendo AT&T Bell Laboratories, el Laboratorio de Investigación Thomas J. Watson de IBM, el Centro de Investigación Exxon y Lucent Technologies Bell Labs Innovations. 

## Obras destacadas
Schwartz utilizó en varias ocasiones las obras de Leonardo da Vinci en experimentos con ordenador. Una obra notable que creó es Mona/Leo, para la cual comparó la imagen de un autorretrato de Leonardo da Vinci con la Mona Lisa, haciendo coincidir los dos rostros rasgo por rasgo para mostrar su similitud estructural subyacente.   Específicamente, reemplazó el lado derecho de la Mona Lisa con el lado izquierdo invertido de un autorretrato de Leonardo con tiza roja. Las líneas superpuestas dibujadas en la imagen que muestran las estrechas alineaciones de la parte inferior del ojo, la ceja, la nariz y el mentón la llevaron a argumentar que la Mona Lisa es en parte un críptico autorretrato del artista . En experimentos posteriores en este sentido, eliminó los tonos grises del autorretrato de Leonardo da Vinci y superpuso el ojo de Mona Lisa . No todo el mundo está convencido de su argumento sobre la identidad de Leonardo da Vinci y la Mona Lisa ; Un contraargumento común es que las similitudes se deben a que ambos retratos fueron creados por la misma persona y, por lo tanto, llevan las características de un estilo característico. Además, aunque se considera que el dibujo en el que Schwartz basó la comparación es un autorretrato, no existe evidencia histórica firme que respalde esta teoría .
En una investigación paralela, Schwartz empleó un software de trazado de rayos personalizado para explorar las peculiaridades de la perspectiva en el famoso fresco de la Última Cena de Leonardo Da Vinci. Su modelo tridimensional generado por computadora reveló que las líneas de perspectiva en la obra coinciden o se prolongan hacia la arquitectura del refectorio de Santa Maria delle Grazie en Milán, donde se encuentra el fresco. Este descubrimiento sugiere que Leonardo realizó ciertas modificaciones en la perspectiva estándar para lograr este efecto.

## Legado
Schwartz ha sido reconocida como una pionera en el establecimiento de las computadoras como un medio artístico válido y fructífero, según el físico y premio Nobel Arno Penzias, y también ha sido elogiada como pionera y virtuosa por el filósofo y artista Timothy Binkley. Sus películas han sido destacadas en eventos de renombre internacional como la Bienal de Venecia y el Festival de Cine de Cannes, entre otros, y han sido galardonadas con numerosos premios. En la década de 1980, un anuncio de televisión generado por computadora que Schwartz creó para el recién renovado Museo de Arte Moderno de Nueva York ganó un premio Emmy.
Las obras de Schwartz se han exhibido en el Museo de Arte Moderno (Nueva York), el Museo Metropolitano de Arte, el Museo Whitney de Arte Americano, el Moderna Museet (Estocolmo), el Centro Beauborg (París), el Museo de Arte Stedlijk (Ámsterdam), el Museo del Grand Palais (París), y en numerosas galerías y festivales de todo el mundo. Schwartz ha sido miembro visitante del Departamento de Ciencias de la Computación de la Universidad de Maryland; profesor adjunto en el Departamento de Bellas Artes del Kean College; profesor adjunto en el Departamento de Artes Visuales de Rutger; profesor adjunto del Departamento de Psicología de la Facultad de Artes y Ciencias de la Universidad de Nueva York; y miembro del cuerpo docente de posgrado de la Escuela de Artes Visuales de Nueva York. También ha sido Artista Residente en Channel 13, WNET, Nueva York. Ha sido miembro de la Academia Mundial de Ciencias y Arte desde 1988.

## Lista de premios y subvenciones
- Premio Winsor McCay, 2021 [7]
- Premio al artista distinguido ACM SIGGRAPH 2015 por su trayectoria en arte digital, 2015 [8]
- Premio Cindy de Information Film Producers of America por el anuncio de servicio público del Museo de Arte Moderno, 1985
- Premio del 27.º Festival Anual de Cine Americano por el anuncio de servicio público del Museo de Arte Moderno, 1985
- 28.ª edición anual de los premios Emmy de Nueva York, Premio al anuncio de servicio público destacado por el anuncio de servicio público del Museo de Arte Moderno, 1984 [9]
- Beca del Fondo Nacional de las Artes, 1982
- Premio Pablo Neruda al Director y Escritor al Poeta de Su Pueblo, 1978
- Premio al Director y Compra, Festival de Cine de Sinking Creek, por L'Oiseau, 1978
- Academia Nacional de Televisión, Artes y Ciencias, Premio Especial de Efectos Especiales por Enigma, 1972
- Premio Internacional del Jurado ICOGRADA por OVNIs, 1972
- Premio a la Excelencia en el Festival International du Cinema en 16 mm de Montréal, por Enigma, 1972
- Premio CINE Golden Eagle a la Pixillación, 1971

## Lista de publicaciones
- "Ilusión asistida por computadora: ambigüedad, perspectiva y movimiento". Visual Computer, junio de 1998. [10]
- "Las computadoras y el arte de apropiación: la transformación de una obra o idea para una nueva creación". Leonardo, 29:1, 1996.
- "Restauración Electrónica: Preservación y Restauración de Grandes Obras de Arte". Actas de SCAN '95, 1995.
- "La computadora del historiador del arte". Científico americano, abril de 1995.
- "La transformación de Mona". Edición especial de Computadoras y gráficos, ed. C. Machover, Pergamon Press, 1995.
- "Lecciones de Leonardo da Vinci: adiciones a su tratado sobre computadoras y arte". Actas de la Academia Mundial de Arte y Ciencia, diciembre de 1992.
- "Piero della Francesca y la computadora: análisis, reconstrucción y herencia". Computadora visual, Springer-Verlag, 1993.
- El manual del artista informático (con Laurens R. Schwartz). Norton, 1992.
- "La máscara de Shakespeare". Pixel - Journal of Scientific Visualization, 3:3, marzo/abril de 1992.
- "Artistas informáticos como artistas interactivos: la primera transmisión digital vía satélite de un dibujo en tiempo real". SCAN: Actas del undécimo simposio anual sobre pequeñas computadoras en las artes, 15 al 17 de noviembre de 1991.
- "Arte en tiempo real por computadora". Arte Interactivo y Realidad Artificial, ed. Gregory Garvey, ACM Siggraph, agosto de 1990.
- "La identificación de Mona Lisa". La computadora visual, Springer-Verlag, 1988.
- "La puesta en escena de la Última Cena de Leonardo". Leonardo (edición complementaria), Pergamon Press, 1988.
- "De los ovnis a Pablo Neruda". Exposición de arte de procedimientos internacionales/científico americano - Hannover, 1988.
- "La Mona Lisa de Leonardo". Arte y antigüedades, enero de 1987.
- "La Computadora y la Creatividad". Transacciones de la Sociedad Filosófica Estadounidense, vol. 75, parte 6, 1985.
- "Experimentando con animación por computadora". Siggraph '84: Cuestiones interdisciplinarias en el arte y el diseño informáticos, 1984.
- "Cine con computadora" (con CB Rubinstein). Reseñas de ciencias interdisciplinarias, 4:4, 1979.
- "Arte-Cine-Computadora". El artista y la computadora, ed. Ruth Leavitt, Libros de armonía, 1976.
- "El artista y la animación por ordenador". Animación por ordenador, ed. John Halas, Casa Hastings, 1974.